# Mirabel (Cáceres)
Mirabel is een dorp en gemeente in de Spaanse provincie Cáceres en in de regio Extremadura. Mirabel heeft 681 inwoners (1 januari 2016).

## Burgemeester
De burgemeester van Mirabel heet Fernando Javier Grande.

## Geografie
Mirabel heeft een oppervlakte van 49 km² en grenst aan de gemeenten Cañaveral, Casas de Millán, Malpartida de Plasencia en Serradilla.

## Demografische ontwikkeling
Bron: INE, 1857-2011: volkstellingen

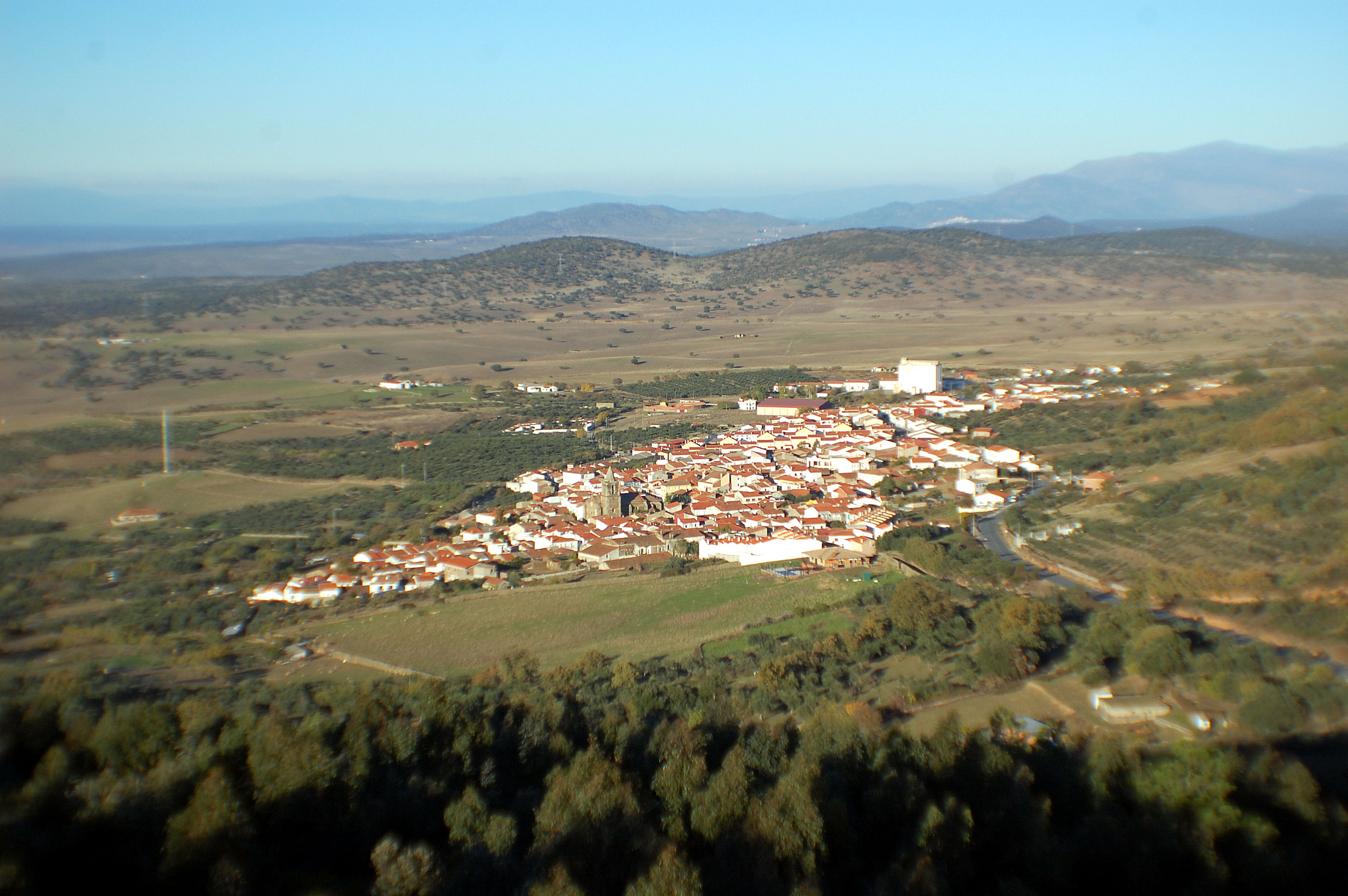
Uitzicht over Mirabel
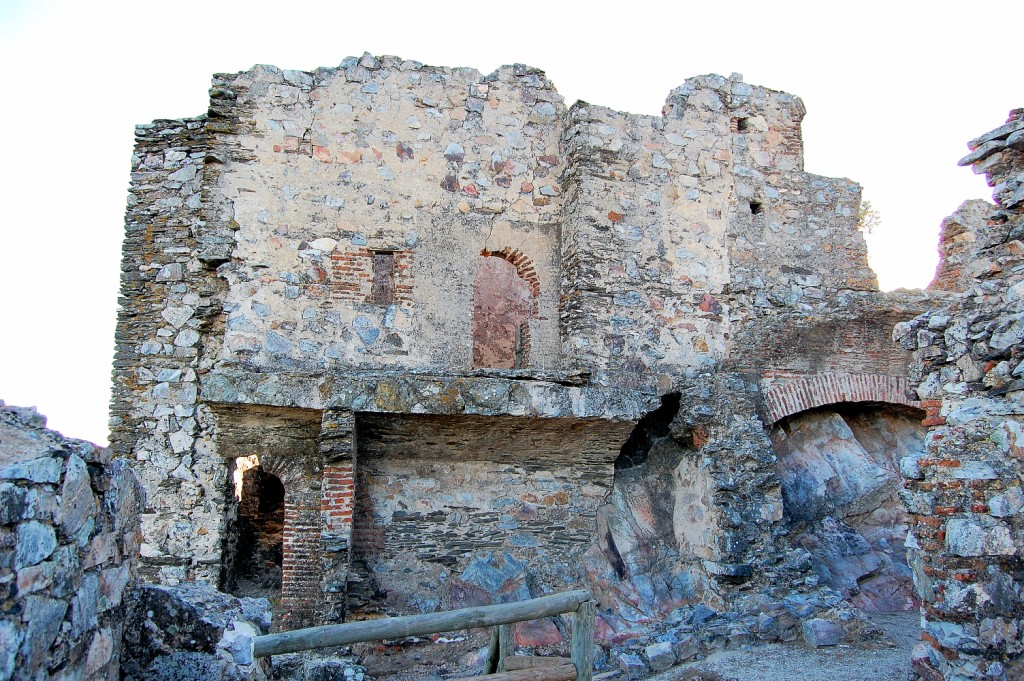
Kasteel van Mirabel